# Lakat Károly
Lakat Károly (Győr, 1920. november 27. – Budapest, 1988. december 3.) válogatott labdarúgó, mesteredző. 1963 és 1972 között az olimpia válogatott szövetségi kapitányaként két arany- és egy ezüstérem volt a csapat eredménye. Több magyar csapat vezetőedzője 1957 és 1985 között. Összesen 625 bajnoki mérkőzésen ült a kispadon, ami 2008. szeptember 19-ig magyar rekord volt. A magyar labdarúgó-válogatott volt szövetségi kapitánya. Fia Lakat T. Károly újságíró.

## Pályafutása

### Ferencváros
1943 augusztusában mutatkozott be a Ferencváros első csapatában. A következő idényben magyar kupagyőztes lett a csapattal, a bajnokságban pedig a második helyen végeztek. A II. világháború utáni első bajnokságban szintén másodikak lettek. Két bajnoki érem nélküli idény után 1947-1948-ban harmadikok, a következő idényben bajnokok, majd másodikak lettek a bajnokságban. Az 1948-1949-es bajnokcsapat tagjainak jelentős részét kényszerrel átigazolták Újpestre (Deák, Henni) és a Kispestből alakult Bp. Honvédhoz (Budai, Kocsis). 1952-ben az akkor Bp. Kinizsi néven szereplő Ferencvárosban fejezte be az aktív labdarúgást. Összesen 302 mérkőzésen szerepelt a Fradiban (228 bajnoki, 47 nemzetközi, 27 hazai díjmérkőzés) és 6 gólt szerzett (4 bajnoki, 2 egyéb).

### A válogatottban
1945 és 1950 között 13 alkalommal szerepelt a válogatottban.

### Edzőként
1956-ban a szegedi Haladásnál kezdte edző pályafutását, ahol egészen 1957 tavaszáig dolgozott.1957 tavasztól 1963 tavaszáig Tatabányán tevékenykedett. Eközben 1959 és 1960 között az olimpiai válogatott pályaedzője volt, amely a római olimpián bronzérmet szerzett. 1963-ban az olimpia válogatott szövetségi kapitánya lett. Két olimpián keresztül állt a csapat élén. 1964-ben, Tokióban és 1968-ban Mexikóvárosban is a válogatott aranyérmes lett.
Az 1965-ös és 1966-os bajnoki idényben az MTK vezetőedzője volt. 1967-től 1969-ig három idényen át a Ferencváros dolgozott, ahol két bajnokság, majd egy bronzérem volt a mérlege. Az 1967-1968-as Vásárvárosok kupájának a döntőjéig vezette a csapatot, ahol végül mindössze egy góllal maradtak alul az angol Leeds Uniteddel szemben. A következő idényben, a BEK-ben indult volna az ereje teljében lévő csapat, de a politika közbe szólt, mert a Varsói Szerződés országainak csehszlovákiai bevonulása miatt a magyar csapatokat visszaléptették az európai kupaküzdelmektől.
1970 és 1974 között a Tatabányai Bányász trénere volt. 1972-ben az MNK döntőig vezette a csapatot, majd sorozatban kétszer nyerték meg a Közép-európai kupát. 1974 és 1976 között a Honvéd vezetőedzője lett, 1977-től egy idényen át a Salgótarjáni BTC-nél dolgozott.

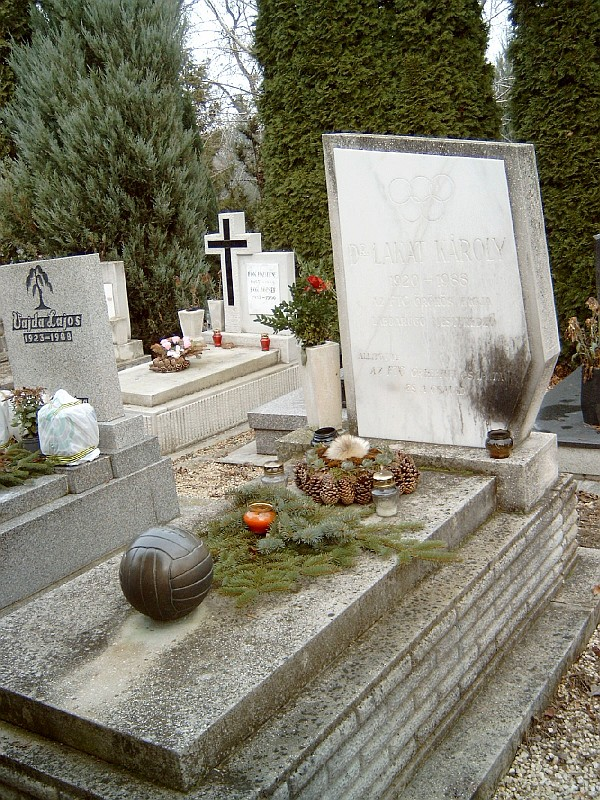
Lakat Károly sírja Budapesten. Farkasréti temető: 2/5-4-1.

1979-ben ismét az olimpiai válogatott szövetségi kapitánya lett. Csapatát, az akkor fénykorát élő Diósgyőri VTK-ra építette. A hazai mérkőzések a diósgyőri stadionban kerültek megrendezésre. Az előselejtezőn 1979. áprilisában, idegenben kikaptunk Romániától 2-0-ra, de a diósgyőri pályán sikerült a fordítás és a 3-0-s győzelem a magyar csapat továbbjutását jelentette. A magyar csapat ezt követően Csehszlovákiával és Lengyelországgal került egy csoportba. Az első csoportmérkőzésen, Lengyelország ellen Wroclawban 1-0-s vereséget szenvedett a csapat. Az ezt követő két hazai mérkőzésen kiválóan játszva győzőtt: Lengyelország, 2-0, Csehszlovákia 3-0. A csapat mérlege 5 mérkőzésen: 3 győzelem és 2 vereség, 8 rúgott gól, és 3 kapott gól. Hazai pályán veretlen maradt a csapat, még gólt sem kapott, de idegenben épp ellenkezőleg gólképtelen volt és kétszer kikapott. 1980. április 13-án ezek után került sor Prágában a mindent eldöntő Csehszlovákia elleni mérkőzésre, ahol a 3-2-es vereség a házigazdák továbbjutását jelentette, akik Moszkvában az olimpiai aranyérmet is megszerezték. 1979-ben Kovács Ferenc lemondása után 6 mérkőzésen át a válogatott szövetségi kapitánya is lett 1980-ig.
1980 és 1985 között a Tatabánya, a Volán, a Debrecen, majd ismét a Tatabánya vezetőedzője volt, ahol 65 évesen befejezte edzői pályafutását.
Összesen 625 bajnoki mérkőzésen ült a kispadon, ezzel második az örökranglistán. (2008. szeptember 19-ig az első volt)

## Sikerei, díjai

### Játékosként
Ferencváros
- Magyar bajnokság
  - bajnok: 1948-1949
  - 2.: 1943-1944, 1945, 1949-1950
  - 3.: 1947-1948
- Magyar kupa (MNK)
  - győztes: 1944
- az FTC örökös tagja: 1974
- Magyar Köztársasági Sportérdemérem ezüst fokozat (1949)[2]
- A Magyar Népköztársaság kiváló sportolója (1951)[3]

### Edzőként
- mesteredző

Ferencváros
- Magyar bajnokság:
  - bajnok: 1967, 1968
  - 3.: 1969
- Vásárvárosok kupája
  - döntős: 1967-1968

Tatabányai Bányász
- Magyar kupa (MNK)
  - döntős: 1971-1972
- Közép-európai kupa
  - győztes: 1972-1973, 1973-1974

olimpiai válogatott
- Olimpia
  - Aranyérem: 1964, Tokió, 1968, Mexikóváros
- Mesteredző (1961)

### Személyes rekordok
- összesen 625 magyar bajnoki mérkőzés edzőként - az örök ranglistán a második.

## Statisztika

### Mérkőzései a válogatottban
| Magyarország | Magyarország         | Magyarország                   | Magyarország | Magyarország | Magyarország  | Magyarország | Magyarország | Magyarország |
| #            | Dátum                | Helyszín                       | Hazai        | Eredmény     | Vendég        | Kiírás       | Gólok        | Esemény      |
| ------------ | -------------------- | ------------------------------ | ------------ | ------------ | ------------- | ------------ | ------------ | ------------ |
| 1.           | 1945. augusztus 19.  | Budapest, Üllői úti pálya      | Magyarország | 2 – 0        | Ausztria      | barátságos   | -            |              |
| 2.           | 1945. augusztus 20.  | Budapest, Üllői úti pálya      | Magyarország | 5 – 2        | Ausztria      | barátságos   | -            |              |
| 3.           | 1945. szeptember 30. | Budapest, Üllői úti pálya      | Magyarország | 7 – 2        | Románia       | barátságos   | -            |              |
| 4.           | 1946. április 14.    | Bécs, Práter stadion           | Ausztria     | 3 – 2        | Magyarország  | barátságos   | -            |              |
| 5.           | 1946. október 6.     | Budapest. Üllői úti stadion    | Magyarország | 2 – 0        | Ausztria      | barátságos   | -            |              |
| 6.           | 1946. október 30.    | Esch-sur-Alzette               | Luxemburg    | 2 – 7        | Magyarország  | barátságos   | -            |              |
| 7.           | 1947. május 4.       | Budapest. Üllői úti stadion    | Magyarország | 5 – 2        | Ausztria      | barátságos   | -            |              |
| 8.           | 1949. május 8.       | Újpest, Megyeri úti stadion    | Magyarország | 6 – 1        | Ausztria      | Európa-kupa  | -            |              |
| 9.           | 1949. június 12.     | Újpest, Megyeri úti stadion    | Magyarország | 1 – 1        | Olaszország   | Európa-kupa  | -            |              |
| 10.          | 1949. június 19.     | Stockholm, Råsunda Stadion     | Svédország   | 2 – 2        | Magyarország  | barátságos   | -            |              |
| 11.          | 1949. július 10.     | Debrecen, Nagyerdei stadion    | Magyarország | 8 – 2        | Lengyelország | barátságos   | -            |              |
| 12.          | 1950. október 29.    | Budapest, Megyeri úti stadion  | Magyarország | 4 – 3        | Ausztria      | barátságos   | -            |              |
| 13.          | 1950. november 12.   | Szófia, Narodna Armija-stadion | Bulgária     | 1 – 1        | Magyarország  | barátságos   | -            | 46'          |
|              | Összesen             |                                |              | 13           | mérkőzés      |              | 0            | gól          |

### Mérkőzései a Válogató Bizottság tagjaként
| Magyarország | Magyarország         | Magyarország            | Magyarország | Magyarország | Magyarország  | Magyarország | Magyarország | Magyarország |
| #            | Dátum                | Helyszín                | Hazai        | Eredmény     | Vendég        | Kiírás       | Gólok        | Esemény      |
| ------------ | -------------------- | ----------------------- | ------------ | ------------ | ------------- | ------------ | ------------ | ------------ |
| 1.           | 1957. szeptember 15. | Szófia, Levszki-stadion | Bulgária     | 1 – 2        | Magyarország  | vb-selejtező | -            |              |
| 2.           | 1957. szeptember 23. | Budapest, Népstadion    | Magyarország | 1 – 2        | Szovjetunió   | barátságos   | -            |              |
| 3.           | 1957. október 6.     | Budapest, Népstadion    | Magyarország | 2 – 0        | Franciaország | barátságos   | -            |              |
| 4.           | 1957. november 10.   | Budapest, Népstadion    | Magyarország | 5 – 0        | Norvégia      | vb-selejtező | -            |              |
|              | Összesen             |                         |              | -            | mérkőzés      |              | -            | gól          |

### Mérkőzései szövetségi kapitányként
Első időszak (olimpiai csapat)
| Magyarország | Magyarország       | Magyarország                         | Magyarország     | Magyarország | Magyarország  | Magyarország          | Magyarország | Magyarország |
| #            | Dátum              | Helyszín                             | Hazai            | Eredmény     | Vendég        | Kiírás                | Gólok        | Esemény      |
| ------------ | ------------------ | ------------------------------------ | ---------------- | ------------ | ------------- | --------------------- | ------------ | ------------ |
|              | 1963. május 4.     | Budapest, Népstadion                 | Magyarország     | 4 – 0        | Svédország    | olimpiai selejtező    | -            |              |
|              | 1963. december 3.  | Dakar                                | Szenegál         | 3 – 8        | Magyarország  | barátságos (olimpiai) | -            |              |
|              | 1963. december 5.  | Abidjan                              | Elefántcsontpart | 1 – 4        | Magyarország  | barátságos (olimpiai) | -            |              |
|              | 1963. december 8.  | Lomé                                 | Togo             | 2 – 3        | Magyarország  | barátságos (olimpiai) | -            |              |
|              | 1963. december 15. | Accra                                | Ghána            | 1 – 2        | Magyarország  | barátságos (olimpiai) | -            |              |
|              | 1963. december 26. | Algír                                | Algéria          | 0 – 3        | Magyarország  | barátságos (olimpiai) | -            |              |
|              | 1964. április 15.  | Göteborg                             | Svédország       | 2 – 2        | Magyarország  | olimpiai selejtező    | -            |              |
|              | 1964. április 29.  | Palma de Mallorca                    | Spanyolország    | 1 – 2        | Magyarország  | olimpiai selejtező    | -            |              |
|              | 1964. május 6.     | Budapest, Népstadion                 | Magyarország     | 3 – 0        | Spanyolország | olimpiai selejtező    | -            |              |
|              | 1964. október 11.  | Tokió, Olimpiai stadion (JPN)        | Magyarország     | 6 – 0        | Marokkó       | olimpiai B csoport    | -            |              |
|              | 1964. október 15.  | Tokió, Komazawa stadion (JPN)        | Magyarország     | 6 – 5        | Jugoszlávia   | olimpiai B csoport    | -            |              |
|              | 1964. október 18.  | Jokohama, Mitsuzawa stadion (JPN)    | Magyarország     | 2 – 0        | Románia       | olimpiai negyeddöntő  | -            |              |
|              | 1964. október 20.  | Tokió, Csicsibu Herceg Stadion (JPN) | Magyarország     | 6 – 0        | Egyiptom      | olimpiai elődöntő     | -            |              |
|              | 1964. október 23.  | Tokió, Olimpiai stadion (JPN)        | Csehszlovákia    | 1 – 2        | Magyarország  | olimpiai döntő        | -            |              |
|              | 1968. október 13.  | Guadalajara, Estadio Jalisco (MEX)   | Magyarország     | 4 – 0        | Salvador      | olimpiai C csoport    | -            |              |
|              | 1968. október 15.  | Guadalajara, Estadio Jalisco (MEX)   | Magyarország     | 2 – 2        | Ghána         | olimpiai C csoport    | -            |              |
|              | 1968. október 17.  | Guadalajara, Estadio Jalisco (MEX)   | Magyarország     | 2 – 0        | Izrael        | olimpiai C csoport    | -            |              |
|              | 1968. október 20.  | Guadalajara, Estadio Jalisco (MEX)   | Magyarország     | 1 – 0        | Guatemala     | olimpiai negyeddöntő  | -            |              |
|              | 1968. október 22.  | Mexikóváros, Estadio Azteca (MEX)    | Magyarország     | 5 – 0        | Japán         | olimpiai elődöntő     | -            |              |
|              | 1968. október 26.  | Mexikóváros, Estadio Azteca (MEX)    | Magyarország     | 4 – 1        | Bulgária      | olimpiai döntő        | -            |              |
|              | Összesen           |                                      |                  | -            | mérkőzés      |                       | -            | gól          |

Második időszak
| Magyarország | Magyarország         | Magyarország                   | Magyarország  | Magyarország | Magyarország     | Magyarország       | Magyarország | Magyarország |
| #            | Dátum                | Helyszín                       | Hazai         | Eredmény     | Vendég           | Kiírás             | Gólok        | Esemény      |
| ------------ | -------------------- | ------------------------------ | ------------- | ------------ | ---------------- | ------------------ | ------------ | ------------ |
|              | 1979. április 18.    | Pitești                        | Románia       | 2 – 0        | Magyarország     | olimpiai selejtező | -            |              |
|              | 1979. május 30.      | Miskolc-Diósgyőr, DVTK-stadion | Magyarország  | 3 – 0        | Románia          | olimpiai selejtező | -            |              |
| 1.           | 1979. szeptember 12. | Nyíregyháza                    | Magyarország  | 2 – 1        | Csehszlovákia    | barátságos         | -            |              |
| 2.           | 1979. szeptember 26. | Bécs, Práter-stadion           | Ausztria      | 3 – 1        | Magyarország     | barátságos         | -            |              |
| 3.           | 1979. október 17.    | Debrecen, Nagyerdei stadion    | Magyarország  | 3 – 1        | Finnország       | Eb-selejtező       | -            |              |
| 4.           | 1979. október 26.    | Budapest, Népstadion           | Magyarország  | 0 – 2        | Egyesült Államok | barátságos         | -            |              |
|              | 1979. október 31.    | Wrocław                        | Lengyelország | 1 – 0        | Magyarország     | olimpiai selejtező | -            |              |
|              | 1979. november 14.   | Miskolc-Diósgyőr, DVTK-stadion | Magyarország  | 2 – 0        | Lengyelország    | olimpiai selejtező | -            |              |
|              | 1979. november 24.   | Miskolc-Diósgyőr, DVTK-stadion | Magyarország  | 3 – 0        | Csehszlovákia    | olimpiai selejtező | -            |              |
| 5.           | 1980. március 26.    | Budapest, Népstadion           | Magyarország  | 2 – 1        | Lengyelország    | barátságos         | -            |              |
|              | 1980. április 13.    | Prága                          | Csehszlovákia | 3 – 2        | Magyarország     | olimpiai selejtező | -            |              |
| 6.           | 1980. április 30.    | Kassa                          | Csehszlovákia | 1 – 0        | Magyarország     | barátságos         | -            |              |
|              | Összesen             |                                |               | -            | mérkőzés         |                    | -            | gól          |

## Emlékezete

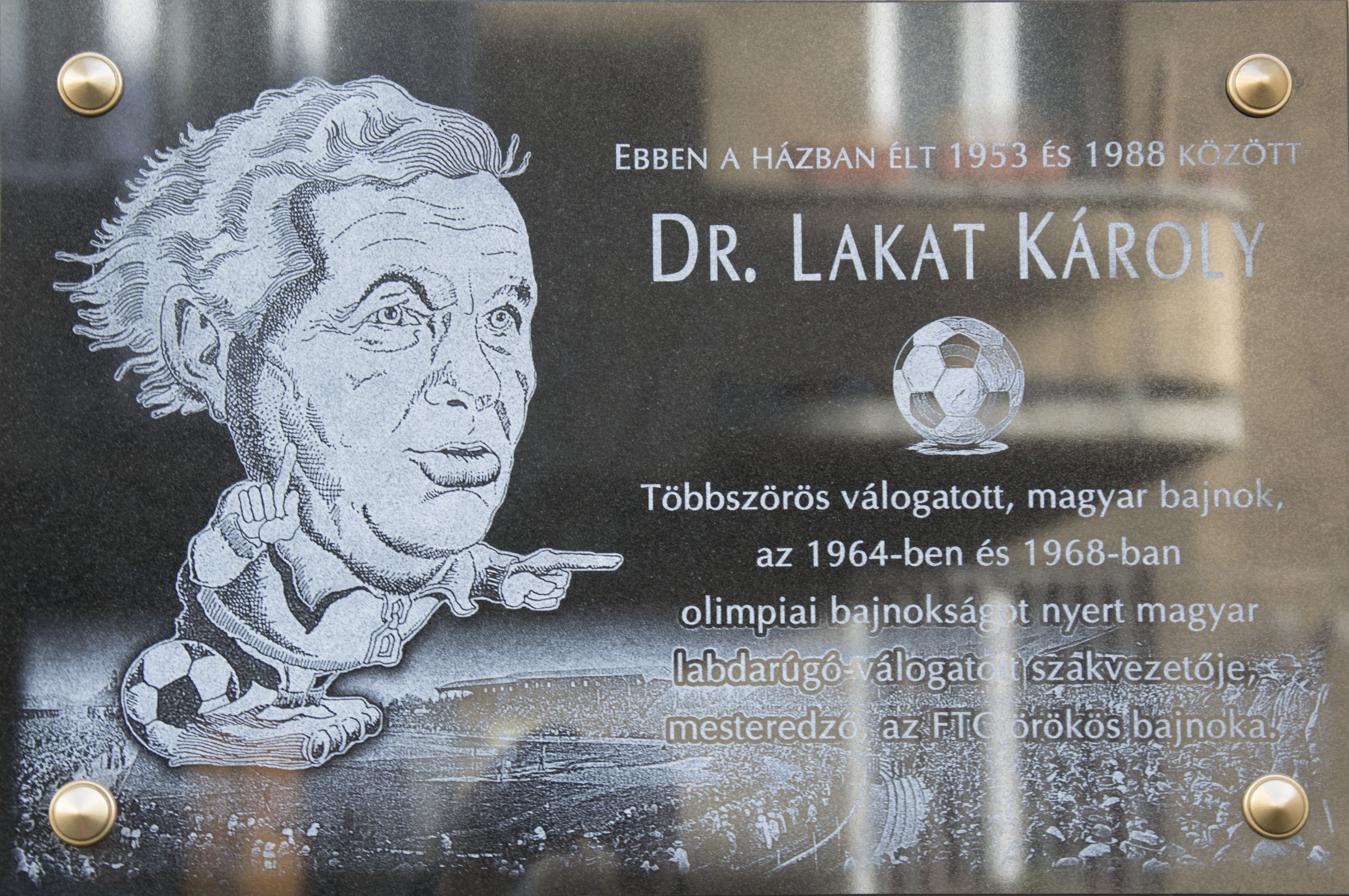
Lakat Károly emléktáblája egykori lakhelyén, Budapest, II. kerület, Tizedes 3.

- Emléktáblája áll Budapesten a Tizedes utca 3. szám alatt, egykori lakóházán. (2015)[4]